# 広島電鉄800形電車 (2代)
広島電鉄800形電車（ひろしまでんてつ800かたでんしゃ）は、1983年（昭和58年）に登場した、広島電鉄の路面電車である。

## 概要
1983年に700形（2代）に次いで登場した路面電車。1997年（平成9年）までに14両が製造された。製造当初の車体は、同時期に製造された700形（2代）と殆ど同じだったが、集電装置をZパンタに変更、三菱電機製の回生制動付電機子チョッパ制御に変更、駆動系を平行カルダン駆動に変更し、台車の軸バネにシェプロンゴムを採用した。最初の2両のみ700形と同時期の製造となったが、以降の12両は700形の製造終了後に増備を開始しているため、後述するように各所が異なっている。
製造期間が長期にわたったため、時代時代の連接車のデザインを取り入れ変化しているが、駆動系の機器などに大きな変更はされていない。2014年現在、700形とともに市内線の主力車両として白島線を除く市内線全線で使用されている。（運用の都合で白島線での運用実績はある）
広島電鉄は新造車に軌道線・鉄道線ともども連接車を積極的に導入しており、単車体のボギー車の新形式は2022年現在、本形式が最後である。
2018年より機器更新が開始されており、施行車はVVVFインバーター制御方式に改められている。

## 各車概要
801, 802
1983年に2両が製造された。デザインは700形（2代）の流れを汲むもので、前照灯・尾灯が縦に並んでいる。塗色は700形に準じ、他の800形に比べ緑帯が太いものになっているが、700形に比べると側面幕板部にラインがある点が異なる。方向幕周辺も700形同様白地であり、以降の車輌と異なる。また運転台周りも異なり、速度計の最高指示速度が60km/hとなっている（他の800形は速度計が80km/hタイプ）。800形に後付の速度制御装置はこの2両のみ設置されていない。
803, 804
1987年（昭和62年）に2両が製造された。前回の製造から間が空き、700形製造終了後の製造となった。3800形前期型に準じたデザインに変更され、前照灯・尾灯が横に並んだデザインに変化した。
805 - 808
1990年（平成2年）に4両が製造された。前照灯・尾灯が角形となり、3800形後期型に類似しているが、ワイパーは3900形と同様のものが使用されている。このグループ以降は側面の窓サッシが黒色となっている。
809 - 812
1992年（平成4年）に4両が製造された。デザイン的には805 - 808とほぼ変わらないが、前面方向幕下にあった横桟と方向幕左右にあった縦桟が廃止され、フロントガラスが完全な1枚構造になっている。バックミラーの取り付け位置は側面に移った。運転台仕切板の遮光カーテンが左右スライド式のアコーディオンカーテンから上下スライド式の幕式カーテンに変更となっている。810のみ、緑帯が側面のみやや太くなっており、側面の両端で細くすぼまる形になっている。また、この車両から車内の車両番号銘板文字体が変更となっている。
813, 814
1997年に2両が製造された。デザイン的には3900形に近く、ライトケースが車体と同色となり、外板と面一になった。なお、運転台周りがそれまでの805 - 812とは多少異なり、運転台デスクが同じ茶色となっているものの、それまでのレザー張りではなくなっている。

## 運用
801・802・805・807・810 - 814は千田車庫に配属され、1号線・3号線・5号線・7号線に、803・804・806・808・809は江波車庫に配属され、6号線・8号線で運用されている。しかし、他の車両の整備時や運用に大幅な乱れが生じた際には融通する場合がある。江波車庫配属の車両は定期整備明けには1週間程度、足慣らしとして千田車庫管轄内の1・3・5・7号線で運用される。また、以前では江波車庫配属の700形・800形が定期整備に入ると千田車庫配属の800形が貸し出され、6号線・7号線（2019年3月まで江波車庫管轄内）・8号線の運用に就く例がよくあったが、近頃では少なくなっている。

## 各車状況
特記がある場合を除き、2025年3月現在の状態を示す。
| 車番 | 竣工           | 所属車庫 | 塗装色                                                         | 備考                                           | 写真 |
| ---- | -------------- | -------- | -------------------------------------------------------------- | ---------------------------------------------- | ---- |
| 801  | 1983年12月24日 | 千田車庫 | 標準色                                                         |                                                |      |
| 802  | 1983年12月24日 | 千田車庫 | 広島県警のキャラクター「モシカ」のラッピング電車（部分広告車） |                                                |      |
| 803  | 1987年3月      | 江波車庫 | 標準色                                                         |                                                |      |
| 804  | 1987年3月      | 江波車庫 | 標準色                                                         |                                                |      |
| 805  | 1990年9月      | 千田車庫 | 標準色                                                         | 制御装置更新 行先表示機がLED式に変更           |      |
| 806  | 1990年9月      | 江波車庫 | 標準色                                                         | 制御装置更新 行先表示機がLED式に変更           |      |
| 807  | 1990年9月      | 千田車庫 | 標準色                                                         | 行先表示機がLED式に変更                        |      |
| 808  | 1990年9月      | 江波車庫 | 標準色                                                         | 行先表示機がLED式に変更                        |      |
| 809  | 1992年4月      | 江波車庫 | 標準色                                                         | 行先表示機がLED式に変更                        |      |
| 810  | 1992年4月      | 千田車庫 | 標準色                                                         | 側面帯が他車と比べ幅広 行先表示機がLED式に変更 |      |
| 811  | 1992年6月      | 千田車庫 | 標準色                                                         | 前照灯がLEDに変更(片側のみ)                    |      |
| 812  | 1992年6月      | 千田車庫 | 標準色                                                         |                                                |      |
| 813  | 1997年2月      | 千田車庫 | 標準色                                                         |                                                |      |
| 814  | 1997年2月      | 千田車庫 | 標準色                                                         |                                                |      |

2017年度に805に対して制御装置の更新が行われた。
2019年度に806に対して制御装置の更新が行われた。
2024年度に807号に対して行先表示機をLED式にする変更が行われた。